# Verlagsgruppe Bahn
Die VGB Verlagsgruppe Bahn GmbH mit Sitz in München ist ein deutscher Verlag im Bereich Special Interest, der seit dem 1. Juli 2020 zum Verlagshaus GeraNova Bruckmann gehört und mit der SWR-Fernsehsendung Eisenbahn-Romantik zusammenarbeitet.

## Geschichte
Die VGB Verlagsgruppe Bahn GmbH entstand im Jahr 2001 mit Sitz in Fürstenfeldbruck durch die Verschmelzung des MIBA-Verlags und des Hermann-Merker-Verlags (Herausgeber des Eisenbahn-Journal). Kurz darauf wurde auch die Zeitschrift Modelleisenbahner von der VGB Verlagsgruppe Bahn übernommen, nachdem sie zuvor zu Pietsch&Scholten gehörte. Die VGB Verlagsgruppe Bahn befand sich bis 2020 im Eigentum der Funke Mediengruppe.
Im Jahr 2004 stieß die 1992 gegründete JS-Filmproduktion aus Iserlohn mit ihren Marken RioGrande Video und Eisenbahn-Romantik sowie dem Eisenbahn-Romantik-Club zur VGB Verlagsgruppe Bahn. 2010 ging die JS-Filmproduktion in der VGB Verlagsgruppe Bahn auf.
Am 1. Juli 2020 wurde die VGB Verlagsgruppe Bahn vom Münchner Verlagshaus GeraNova Bruckmann übernommen.

## Verlegte Zeitschriften
- Eisenbahn-Journal (eingestellt im Dezember 2020 zugunsten der Zeitschrift Eisenbahn Magazin)
- MIBA
- Modelleisenbahner
- Digitale Modellbahn
- BahnEpoche (eingestellt im Dezember 2020 und in die Publikation "BahnExtra" eingegliedert)
- Eisenbahn-Romantik
- Züge (eingestellt im Oktober 2020 zugunsten der Zeitschrift Eisenbahn-Romantik)

## Eisenbahn-Romantik-Club
Der Verlag verlegt die Mitgliederzeitung Eisenbahn-Romantik, die Club-DVD, den Club-Kalender für den Eisenbahn-Romantik-Club, der in Zusammenarbeit mit der SWR-Sendung Eisenbahn-Romantik angeboten wird. Bis zur Einstellung im Oktober 2020 war die Zeitschrift Züge das Club-Magazin. Die Zeitschrift Eisenbahn-Romantik sowie die DVD-Reihe Video Express konnte optional vergünstigt abonniert werden.

## Kalender
Jedes Jahr erscheinen großformatige Kalender zu folgenden Themen:
- Modellbahn-Impressionen
- Dampfloks
- Big Boy (Dampflok der Union Pacific Railroad).

## DVD-Videothek
- ModellbahnTV (auch im Abonnement)
- ModellbahnTV Spezial
- FührerstandsTV (RioGrande)|FührerstandsTV
- Edition Eisenbahn-Romantik
- Stars der Schiene (auch im Abonnement)
- Ton Pruissens Filmschätze (auch im Abonnement)
- Traumtouren
- Bahnland Schweiz
- Berühmte Loks und Züge
- Bahn-Geburtstage
- 1x1 der Dampfloktechnik
- Dampflokromantik
- Kleinbahn-Romantik
- Classic Filme
- Modellbahn-Filme
- Oldtimer-Filme
- VideoExpress (auch im Abonnement)